# Бретонская литература
Под бретонской литературой понимается литература на бретонском языке, развивавшаяся преимущественно в Бретани. По числу и разнообразию памятников бретонская литература значительно уступает как ирландской, так и валлийской.

## Древнейший период
В древнебретонский период (с VI по XII век) литературных памятников как таковых не сохранилось, памятники бретонского языка представляют собой в первую очередь глоссы в текстах на других языках. Древнейший сохранившийся бретонский текст — двухстраничный отрывок из трактата о лекарственных растениях (датирован 790 годом, хранится в Лейдене). Тем не менее можно заключить, что в этот период бретонская литературная традиция сохранялась и продолжала общебриттскую: это следует из того, что литература среднебретонского периода очевидно родственна литературной традиции Уэльса. Кроме того, именно к древнебретонскому периоду относятся литературные контакты Бретани с Францией: не исключено, что часть сюжетов артуровского цикла, существующих во французских обработках (например, у Марии Французской или Кретьена де Труа), восходят не непосредственно к «Истории королей Британии» Гальфрида Монмутского, а к бретонским вариантам общебриттской артуровской традиции.

## Средние века
Собственно бретонская литература в среднебретонский период представлена в первую очередь религиозными произведениями — мираклями, религиозными пьесами, житиями (в частности, Житием св. Давида и его матери Нонны, Житием св. Гвеноле и Житием св. Екатерины), на бретонский переводились и собственно богослужебные тексты, в частности часослов. Несомненно существование богатой фольклорной традиции, которая, однако, почти не зафиксирована в текстах (полный список памятников см. в статье среднебретонский язык). Наибольшее число памятников относится к XV-XVI векам. Среди них выделяются: «Бретонский католикон» (фр. Le catholicon breton), составленный Жаном Легадёком бретоно-франко-латинский словарь; «Зерцало смерти» (брет. Mellezour an maru, 1519) Жана Ар Аркер Коза; «Диалог Артура, короля бриттов, с Гвинглавом» (брет. An dialog etre Arzur Roe d’an Bretoned ha Guynglaff, около 1450).

## Новое время
Начиная со второй половины XVI века начинается длительный упадок бретонской литературы. Создаются прежде всего религиозные драмы, однако в это же время возникает и светская драматургия (во многом вдохновлённая итальянской комедией масок), сатирические очерки и фривольная поэзия. Крупнейшим бретонским писателем этого времени считается иезуит Микаэль ан Ноблетц (1577—1652). На волне интереса к кельтской культуре в XIX веке предпринимаются попытки её возрождения. Жан-Франсуа Ле Гонидек кодифицирует бретонский литературный язык и осуществляет перевод Библии. Самое знаменитое произведение этого времени — сборник баллад Barzaz Breiz, изданный Теодором Эрсаром де ла Вильмарке (под псевдонимом Kervarker); в настоящее время принято считать, что большинство баллад в Barzaz Breiz — стилизации, созданные самим де ла Вильмарке и его единомышленниками. Среди других бретонских писателей того времени — Проспер Пру, Жан-Мари ле Жан, Жан-Мари Ле Жубиу и другие. В то же время идет активная работа по изданию аутентичного бретонского фольклора (П. Себийо, А. Ле Браз и в особенности Ф.-М. Люзель).

## XX век
В XX веке по-бретонски начинают создавать произведения современных жанров. Здесь известны поэт Ж.-П. Каллох (Блеймор), погибший в I мировую войну, Р. Эмон, Ж. Риу, И. Ле Дрезен (автор первого бретонского романа), Анжела Дюваль. Во второй половине XX век начинает издаваться ряд бретонских литературных журналов (Gwalarn, Al Liamm).